# ایتور تورناواکا
ایتور تورناواکا (انگلیسی: Aitor Tornavaca؛ زادهٔ ۲۴ مارس ۱۹۷۶) بازیکن فوتبال اهل اسپانیا است.
از باشگاه‌هایی که در آن بازی کرده‌است می‌توان به باشگاه فوتبال رکریتیوو اوئلوا، باشگاه فوتبال لوانته، باشگاه فوتبال اسپورتینگ خیخون، باشگاه فوتبال ایبار، و باشگاه فوتبال لگانس اشاره کرد.